# カエスーラ

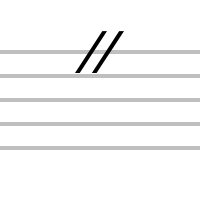
現代西洋音楽の表記法のカエスーラ

詩の韻律において、カエスーラ（中間休止、休止、句切れ、caesura or cesura, 複数形：caesurae）は、詩行の中間にある、耳で聞き取れる休止のこと。ほとんどの場合、カエスーラは朗読の中で休止を引き起こす約物（コンマ「,」、セミコロン「;」、句点「.」、ダッシュ「-」など）によって示される。しかし、カエスーラを起こすのに必ずしも句読点は必要ではない。
カエスーラには2種類ある。男性休止（masculine caesura）と女性休止（feminine caesura）である。近代語の詩において男性休止は強いアクセント（強勢のある）の音節の後ろにあるカエスーラで、一方、女性休止は弱いアクセント（強勢のない）音節の後ろにあるカエスーラである。
それとは別に、行のどの位置にカエスーラがあるかによる分け方もある。Initial caesuraは行の始まり近くにあるカエスーラで、medial caesuraは行の中央にあるカエスーラ、terminal caesuraは行の終わり近くのカエスーラである。Initial caesuraとterminal caesuraは、medial caesuraを好むロマンス（en:Romance (genre)）や新古典主義では稀にしか使われなかった。
韻律分析において、「||（double pipe, train tracks）」は行の中のカエスーラの位置を示す。
カエスーラは古代ギリシアやラテン語の古典詩の、とくに英雄詩形、ダクテュロス・ヘクサメトロス（長短短六歩格）で顕著に用いられた。近代語の詩の場合とは違い、古典語の詩では男性休止は一行の初めから３番目の韻脚の中間にあるカエスーラを指し、女性休止は４番目の韻脚の中間のカエスーラを意味する。
音楽の記譜法での、カエスーラは音楽的時間（musical time）の完全な休止（停止、中断）を意味する。

## 例
（「||」は、オリジナルの詩には含まれない）

### ホメーロス
カエスーラは古代ギリシアの詩で広く使われた。
μῆνιν ἄειδε θεὰ || Πηληϊάδεω Ἀχιλῆος οὐλομένην
Mēnin aeide theā || Pēlēiadeō Achilēos ūlomenēn
-- ホメーロス『イーリアス』の冒頭。大意「怒りを歌え、女神よ || ペーレウスの子アキレウスの（怒りを）」。
この行では、「θεὰ」の後に男性休止があり、2つの論理上の部分に行を分ける自然な休止である。もっとも、後世の作家と違って、ホメーロス時代の詩行は女性休止を使うのが一般的だった。

### ラテン語詩
カエスーラはラテン語詩でも広く使われた。
Arma virumque cano, || Trojae qui primus ab oris
-- ウェルギリウス『アエネイス』の冒頭。大意「私は武器と男について歌う、 || 男は最初トロイアの岸辺から……」。
この行は中間に「,」を置いて、はっきりとカエスーラを示している。ダクテュロス・ヘクサメトロスでは、言葉の終わりが韻脚の最初か最後と一致しない場合でもカエスーラが生じる。しかし、現代の韻律学では、終わりが詩行の中の耳で聞き取れる休止と一致する時のみ、カエスーラと呼ぶ。古典詩のエレゲイオン（Elegiac couplet）形式はダクテュロス・ヘクサメトロス行の後にダクテュロス・ペンタメトロスがつくが（「エレジー#古典詩」参照）、ペンタメトロスはしばしばよりはっきりとカエスーラを表す。
Cynthia prima fuit; || Cynthia finis erit.
-- セクストゥス・プロペルティウス『Cynthia was the first; Cynthia will be the last』。大意「キュンティアは最初; || キュンティアは最後」。

### 古英語
カエスーラは、古典詩以上に、古英語詩で重要なものだった。古典詩では、カエスーラは効果を狙って、どの行でも好きなように抑えることができた。最古のゲルマン語派のほとんどが共有する頭韻詩（en:Alliterative verse）では、カエスーラは詩形自体の常に存在する必須の部分であった。
Hwæt!  we Gar-Dena || on geardagum
-- 『ベーオウルフ』の冒頭。大意「見よ! 我らが槍のデーン人 || 昔……」。

### 中英語
I loked on my left half || as þe lady me taughte
And was war of a womman || worþeli ycloþed.
-- ウィリアム・ラングランド（en:William Langland）『農夫ピアズの夢』（en:Piers Plowman）。大意「左を向いた || 淑女が声をかけたので/高価な服を着た女性だ || と私は認めた」。

### その他の例
以降の詩形でもカエスーラは起こり得るが、それは普通任意である。バラッドと呼ばれる韻律や、賛美歌の頌歌詩人（odist）の賛美歌調（普通律）では普通、弱強四歩格行の次に三歩格行が続くと考えられるが、それは4番目の韻脚のところにカエスーラを置いた七歩格と考えることもできる。
休止を、新しい行のはじまりというより、詩形の中のカエスーラと考えれば、どうして時々複数のカエスーラを詩形の中に見付けることができるのかを説明できる。
From the hag and hungry goblin || that into rags would rend ye,
And the spirits that stand || by the naked man || in the Book of Moons, defend ye!
-- リメリック詩『ベドレムのトム』（en:Tom o' Bedlam）。大意「魔女と腹を空かせたゴブリン || あんたをずたずたに引き裂きたい、/そいつらと || 裸の男のそばに立つ || 月の本の中の霊から、あんたを守ってくれ!」
以降のより自由な詩形では、カエスーラは任意である。しかし、それは修辞的効果として使うことができる。
To err is human; || to forgive, divine.
-- アレキサンダー・ポープ。大意「誤るのは人間; || 許すのは、神」。